# 1466
Cette page concerne l'année 1466  du calendrier julien.
L'année 1466 est une année commune qui commence un mercredi.

## Événements
- Janvier : Louis XI de France reprend la Normandie à son frère Charles de Berry (décembre 1465-janvier 1466)[1], ce qui déclenche une nouvelle révolte féodale dirigée par Charles le Téméraire et François II de Bretagne.
- 9 avril : Guerre des six Deniers contre la ville de Mulhouse[2].

- Printemps-été : campagne du sultan ottoman Mehmed II contre Skanderbeg en Albanie. Il fait construire en un mois la forteresse de Elbasan mais échoue à prendre celle de Krujë[3].

- 5 juin : le connétable Jean II de Bourbon devient lieutenant général Languedoc[4].
- 6 juin : Mulhouse devient alliée de la Confédération des VIII cantons en signant une alliance avec Berne, Fribourg et Soleure pour 15 ans (1466-1798)[5].

- juin 1466 : Affaire Marguerite Simonnet (viol à Rennes)

- Été : début du voyage en Inde d’Athanase Nikitine, marchand russe de Tver (fin en 1472). Il en fait le récit dans Voyage au-delà des trois mers[6].

- 25 août : prise de Dinant, ville liégeoise par Charles le Téméraire. Il fait raser la ville[7].
- 27 août : échec d'une conspiration organisée contre Pierre le Goutteux à Florence. Les chefs des rebelles sont bannis[8].
- 9 septembre : la peste est signalée à Châlons-sur-Marne[9].

- Automne : l'archevêque Jöns Bengtsson Oxenstierna est déposé et Erik Axelsson Tott devient régent de Suède[10].

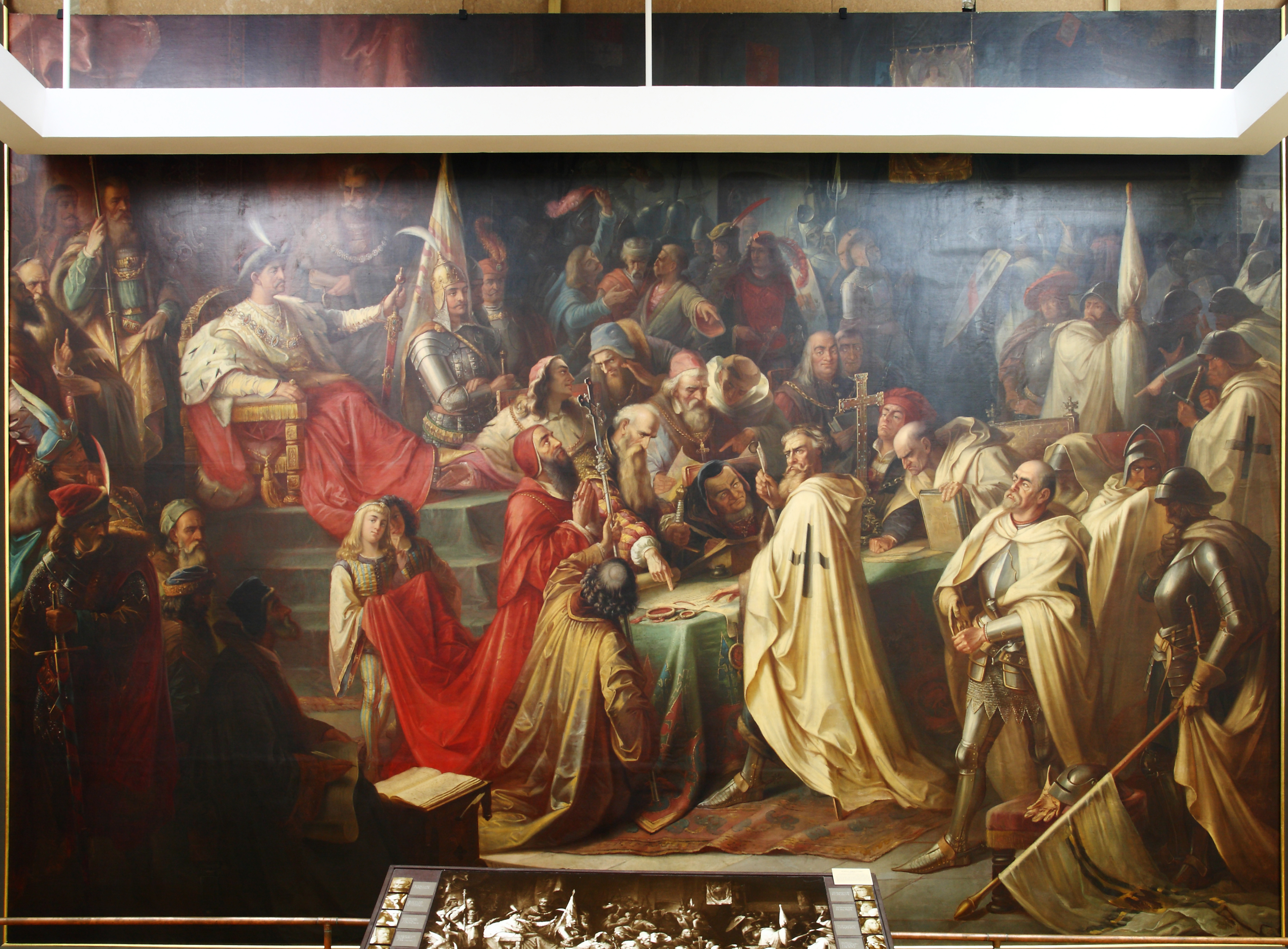
19 octobre : second traité de Thorn.

- 19 octobre : second traité de Thorn. Fin de la guerre de Treize Ans : l’ordre Teutonique restitue à la Pologne la Poméranie orientale et Gdańsk (Dantzig). Il ne conserve que la Prusse orientale sous la suzeraineté de la Pologne[11].
  - Affaiblissement de l’autorité monarchique en Pologne. La noblesse acquiert d’importants privilèges sous le règne de Casimir IV. La Diète, une assemblée bicamérale rassemblant les représentants de la grande et de la petite noblesse, commence à prendre une importance croissante.
- 23 novembre : lettres patentes du roi Louis XI permettant l'installation des premiers métiers à tisser la soie à Lyon[12].

- Kasim (1466-1490) constitue le khanat d’Astrakhan entre la Volga, le Don, le Kouban et le Terek (fin en 1556)[13].
- Querelle de succession à la mort de Haci Giray, premier khan de Krim (Crimée) entre ses fils. Le second, Nur Devlet, l'emporte d'abord mais est déposé par le sixième Mengli Girey Ier (1469-1475 et 1478-1515)[14].

## Naissances en 1466
- 5 juillet : Giovanni Sforza, condottere italien († 27 juillet 1510).
- 10 août : François II de Mantoue, noble italien, marquis de Mantoue († 29 mars 1519).
- Septembre: Khayr ad-Din Barberousse, grand amiral de l'Empire ottoman.
- 28 octobre 1466 ou 1469 : Érasme de Rotterdam, penseur humaniste et théologien néerlandais.
- 30 novembre : Andrea Doria, amiral de Gênes († 25 novembre 1560).
- Date inconnue :
  - Atalante Migliorotti, musicien, assistant de Léonard de Vinci dans l'atelier de ce dernier († 1532).
  - Moctezuma II, empereur aztèque († juin 1520).
- Vers 1466 :
  - Francesco da Montereale, peintre italien († 1541).
  - Antonello de Saliba, peintre italien († vers 1535).
  - Valentin van Orley, peintre belge († 1532).

## Décès en 1466
- 8 mars : Francesco Sforza, duc de Milan.
- 29 juin : Alix la Burgotte, recluse des Innocents dont la sépulture fut dressée dans l'église des Innocents sur ordre de Louis XI de France.
- 13 décembre : Donato di Niccolo di Betto Bardi, dit Donatello, sculpteur italien, à Florence. (° en 1386).